# Acerenthia
Acerenthia (plus correctement Akerentia ou Acheronthia , aujourd'hui appelée  Ancien Cerenzia, Αχερενθία en grec ancien) est un village abandonné situé sur le territoire de Cerenzia (province de Crotone en Calabre). Le village fut abandonné en 1844 en raison des conditions d'hygiène difficiles que connaissait la commune,.

## Historique
La commune a eu différents noms, basés sur les diverses influences historiques de l'époque, dont le grec Akerontia (du nom de la rivière Akeronte/Acheronte, actuelle Lese) et au début du Moyen Âge Akerentia, puis Acerentia, dont l'actuelle Cerenzia.

### Des origines à l'abandon
D'origine très ancienne, durant la Colonisation grecque, fondée par Philoctète selon Strabon, par les Œnôtres selon Étienne de Byzance. La période de première construction se situe entre les VIIe et Ve siècles av. J.-C. et son nom grec dérive de celui de la rivière Acheronte coulant en-dessous.
La ville, également identifiée au toponyme de Pumentum, s'est développée sur deux collines situées sur le territoire de Cerenzia, où Acerenthia a prospéré pendant de nombreux siècles.
De 1080 à 1818, la ville fut le siège du Diocesi di Cerenzia (it), avec l'église San Teodoro di Amasea faisant office de cathédrale. L'église était située dans une position dominante, au sommet de l'une des deux collines. De l'autre il y avait une citadelle.
Elle atteignit une population de 7 000 habitants et eut neuf églises, mais, à la suite de quelques épidémies et événements calamiteux, elle commença à souffrir de fortes émigrations de la même population. La peste de 1528 a réduit de moitié la population car aux nombreuses victimes s'ajoutaient une forte émigration vers les villes voisines de Caccuri et Castelsilano, et dans la Sila vers San Giovanni in Fiore. La population a chuté de façon spectaculaire à quelques centaines d'habitants.

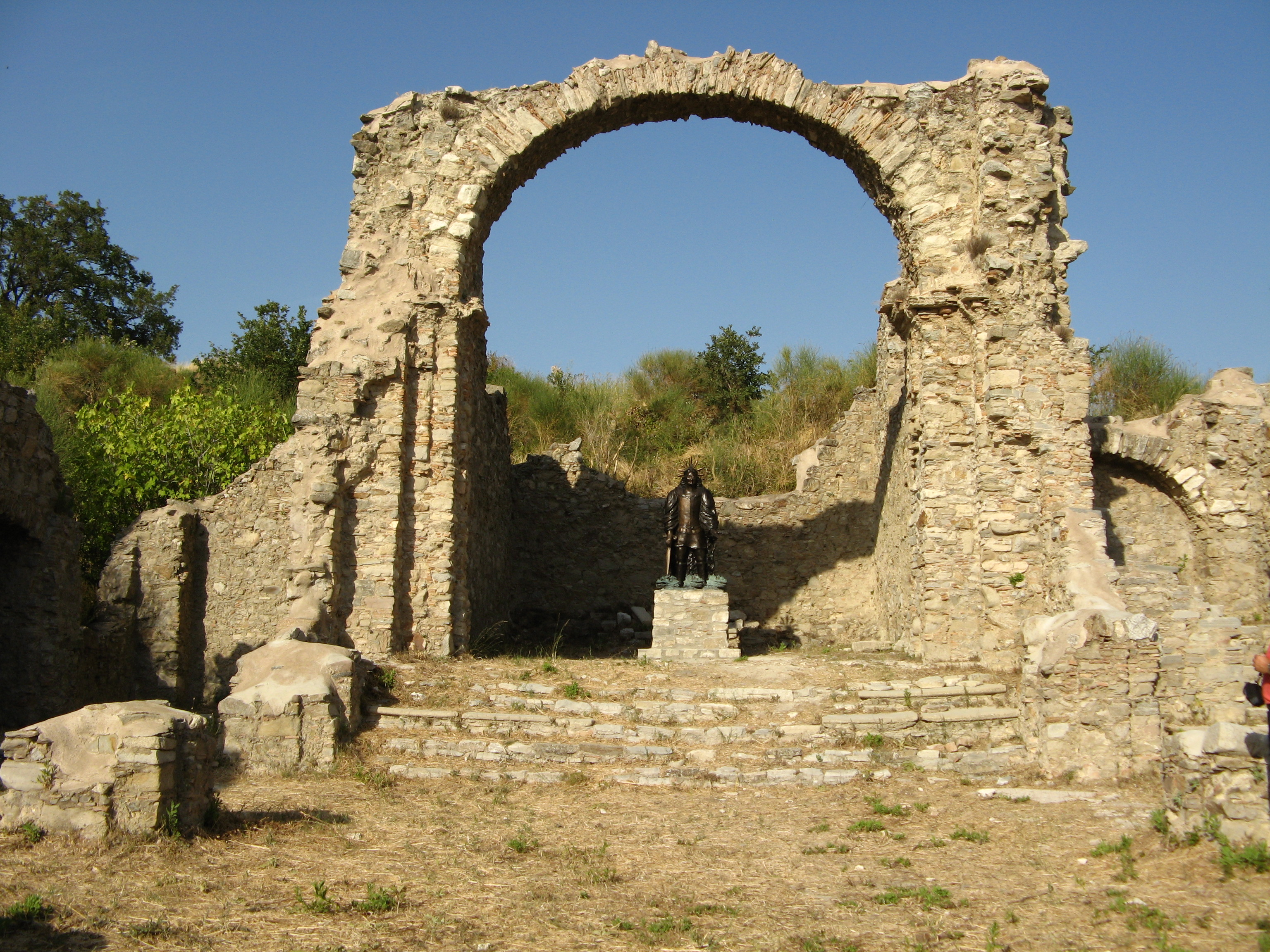
Les ruines de l'église San Teodoro.

Au cours des siècles suivants, deux tremblements de terre en accélérèrent la fin. La première en 1638, qui entraîna une nouvelle émigration importante après le repeuplement du pays. Le deuxième de 1783, l'un des pires tremblements de terre que la Calabre ait subis au cours des siècles, fut si catastrophique en ce qui concerne la destruction urbaine de la ville d'Acerenthia, que de nombreux habitants décidèrent de construire une nouvelle ville sur la colline qui se dressait au-dessus de la vieille ville, au lieu de restaurer les vieilles maisons du village .
En 1844, l'ancien village fut définitivement abandonné et les habitants restants s'installèrent dans le nouveau centre urbain qui prit le nom de Cerenzia.

### Après son abandon
La vieille ville a subi une dégradation rapide et progressive, certainement accélérée par les conditions climatiques. Les maisons et tous les bâtiments, aujourd'hui, après seulement un siècle et demi d'abandon, apparaissent comme des ruines antiques, c'est aussi parce qu'on utilisait comme matériau de construction, une roche à base de craie d'origine locale, mais d'une matière très soluble.

### Fouilles archéologiques
Abritant un intéressant parc archéologique, en construction par l'administration municipale, le village abandonnée fait l'objet, depuis plusieurs années, de campagnes de fouilles et de recherches menées par la Surintendance du patrimoine archéologique de Calabre. En 2007, les fouilles de ce qu'on appelle le Palais Princier ont été réalisées.
Depuis 2007, d'autres fouilles ont été réalisées. La mission archéologique (2015-2017) s'est intéressé à ce que pourrait être l'ancienne citadelle dominant la ville.